# Luís Antônio
Luís Antônio là một đô thị ở bang São Paulo của Brasil. 
Đô thị này nằm ở vĩ độ 21º33'18" độ vĩ nam và kinh độ 47º42'16" độ vĩ tây, nằm trên độ cao 675 m trên mực nước biển. Dân số năm 2004 ước khoảng 7.837 người. 
Đô thị này có diện tích 597,6 km².

### Dữ liệu dân số theo điều tra dân số năm 2000
Tổng dân số: 7.160
- Dân số thành thị: 6.558
- Dân số nông thôn: 602
- Nam giới: 3.662
- Nữ giới: 3.498

Mật độ dân số (người/km²): 11,98
Tỷ lệ tử vong trẻ sơ sinh dưới 1 tuổi (trên một triệu người): 15,16
Tuổi thọ bình quân (tuổi): 71,60
Tỷ lệ sinh (số trẻ trên mỗi bà mẹ): 2,75
Tỷ lệ biết đọc biết viết: 91,42%
Chỉ số phát triển con người (HDI-M): 0,795
- Chỉ số phát triển con người - Thu nhập: 0,717
- Chỉ số phát triển con người - Tuổi thọ: 0,777
- Chỉ số phát triển con người - Giáo dục: 0,891

(Nguồn: IPEADATA)

### Sông ngòi
- Sông Moji-Guaçu
- Sông da Onça
- Sông Vassununga

### Các xa lộ
- SP-253
- SP-330